# 繆騫人
繆騫人（1958年8月21日—），美籍華人，香港前女演員。

## 生平

### 電視圈發展
繆騫人出生於上海，年幼時與父母移居至香港，早年住在調景嶺，後來遷居長沙灣深水埗蘇屋邨的石竹樓以及劍蘭樓（與周潤發是同座鄰居），曾就讀於香港的國際學校英皇佐治五世學校，1971年去到瑞士留學，1975年底從瑞士返港，到了1976年當參加香港小姐，以大熱姿態獲得「最上鏡小姐」獎，同年代表香港到日本參加國際青春小姐競選，後加入香港無綫電視為旗下藝人合約藝員，旋即被力捧，擔當重頭長劇《狂潮》的女主角，此後演出多部電視劇，包括《冤家路窄》、《甜姐兒》、《貼錯門神》等，亦獲得電影演出機會，第一套擔綱電影為《狗咬狗骨》。

### 電影界發展
1980年代起，繆騫人淡出電視圈，轉戰至電影界發展，1982年的《投奔怒海》是其代表作。
1986年，繆騫人憑電影《最愛》獲得金馬獎最佳女配角，後來與美籍華人導演王穎結婚，並在1990年繆騫人憑着曾與黃秋生、陳令智、馮建中、羅卡等合作的電影《舞牛》。

### 其他
繆騫人在1991年息影退出娛樂圈，定居美國，過着低調生活。
黎堅惠曾指出她第一個喜歡上的電視女星就是繆騫人，亦讓她知道打扮原來可以簡單而搶眼。
2018年，有時尚專欄指出繆騫人在1978年主演的無綫電視單元劇《甜姐兒》中的裝扮非常好看而且時尚，是一套名符其實的時裝劇，同時，她被譽為香港第一個百集長劇女主角，亦演活了富家女的角色。

## 演出作品

### 電視劇（無綫電視）
- CID：偉仔 (1976)
- 狂潮 飾 程思嘉 (1976)
- 13：分離 (1977)
- 瑪麗關77 (1977)
- 近代豪俠傳：石達開與四姑娘 飾 四姑娘 (1977)
- 小人物：四當家 飾 Jo (1977)
- 小人物：容姐 (1977)
- 年青人：我 (1977)
- 家家笑哈哈 (1977)
- 大亨 飾 彭淑美 (1978)
- 女人妙到極 (1978)
- 國際刑警 (1978)
- 甜姐兒 飾 高寶雯 (1978)
- 青春熱潮（1978年）
- 一代橋王 (1978)
- 行運一條龍 (1978)
- 陸小鳳之武當之戰 飾 葉雪 (1978)
- 冤家路窄 飾 紅豆沙 (1978)
- 四眼神探 (第四集) 飾 Heide (1979)
- 女人三十之你在何方 飾 盛世華 (1979)
- 女人三十之花開兩朵 飾 查麗儀 (1979)
- 貼錯門神 飾 烏小紅/指天椒 (1979)
- 三跟四傍 飾 程小姐 (客串第二集) (1979)
- 家在香港 (第十集) (1979)
- 網中人 飾 賀縈 (1979)

### 電視劇（香港電台）
- 獅子山下：投訴 飾 中學老師李嘉文 (1977)
- 獅子山下：吸煙的故事 飾 (1978)
- 小說家族：骨骾 - 辛其氏 飾 陳太 (1991)

### 電影
- 出術 （1977）
- 狗咬狗骨 （1978）
- 神偷妙探手多多 （1979）
- 各師各法 （1979）
- 懵佬，大賊，傻偵探 （1980）
- 喜劇王 （1980）
- 胡越的故事 （1981）
- 狼來了 （1982）
- 投奔怒海 （1982）
- 傾城之戀 （1984）
- 女人心 （1985） 飾 寶兒
- 點心 （1985）
- 最愛 （1986） 飾 吳明玉
- 恐怖分子 （1987） 飾 周郁芬
- 繼續跳舞 （1988）
- 我爱太空人 （1988）
- 追女重案组 （1989）
- 吃一碗茶 （1989）
- Life Is Cheap... But Toilet Paper Is Expensive （1989）
- 玩命雙雄 （1990）
- 舞牛 （1990）
- 明月幾時圓 （1991）

### 廣告
- 屈臣氏汽水（與周潤發、米雪等人一起合作）
- BANG BANG 服裝

### 主持
- Bang Bang 咁嘅聲第一輯及第二輯（與周潤發合作）
- 樂聲特輯：家家笑哈哈（與演員盧國雄、鄺君能合作）

## 獎項及提名
| 年份 | 頒獎禮               | 獎項       | 相關作品           | 結果 |
| ---- | -------------------- | ---------- | ------------------ | ---- |
| 1976 | 1976年度香港小姐競選 | 最上鏡小姐 | 不適用             | 獲獎 |
| 1983 | 第2屆香港電影金像獎  | 最佳女演員 | 電影《投奔怒海》   | 提名 |
| 1985 | 第22屆金馬獎         | 最佳女主角 | 電影《女人心》     | 提名 |
| 1986 | 第5屆香港電影金像獎  | 最佳女主角 | 電影《女人心》     | 提名 |
| 1986 | 第23屆金馬獎         | 最佳女主角 | 電影《恐怖分子》   | 提名 |
| 1986 | 第23屆金馬獎         | 最佳女配角 | 電影《最愛》       | 獲獎 |
| 1988 | 第25屆金馬獎         | 最佳女主角 | 電影《傾城之戀》   | 提名 |
| 1989 | 第8屆香港電影金像獎  | 最佳女主角 | 電影《繼續跳舞》   | 提名 |
| 1989 | 第8屆香港電影金像獎  | 最佳女配角 | 電影《我愛太空人》 | 提名 |

## 外部連結
- 繆騫人 Cora Miao
- 群芳妙語之繆騫人、吳夏萍

| 前任： 司徒靈芝 | 香港小姐競選最上鏡小姐 1976年 | 繼任： 朱玲玲 |